# Karl Alexander Müller
Karl Alexander Müller (n. 20 aprilie 1927, Basel, Cantonul Basel-Oraș, Elveția – d. 9 ianuarie 2023, Zürich, cantonul Zürich, Elveția) a fost un fizician elvețian, laureat al Premiului Nobel pentru Fizică, în 1987, împreună cu Johannes Georg Bednorz, pentru reușitele lor în descoperirea proprietăților de supraconductibilitate în materialele ceramice.